# Cyril Champange
Cyril Champange  (* 19. November 1975) ist ein französischer Skibergsteiger.

## Erfolge (Auswahl)
- 2001: 4. Platz bei der Europameisterschaft Skibergsteigen mit Bertrand Blanc

- 2002:
  - 4. Platz bei der Weltmeisterschaft Skibergsteigen mit Bertrand Blanc
  - 9. Platz bei der Weltmeisterschaft Skibergsteigen Kombinationswertung

- 2003: 7. Platz bei der Europameisterschaft Skibergsteigen mit Bertrand Blanc

- 2005: 6. Platz bei der Europameisterschaft Skibergsteigen mit Alexandre Pellicier

- 2006:
  - 6. Platz bei der Trofeo Mezzalama mit Bertrand Blanc und Grégory Gachet

### Pierra Menta
Erfolge bei der Pierra Menta:
- 1999: 10. Platz mit Bertrand Blanc
- 2000: 9. Platz mit Bertrand Blanc
- 2001: 6. Platz mit Bertrand Blanc
- 2002: 5. Platz mit Bertrand Blanc
- 2003: 4. Platz mit Bertrand Blanc
- 2004: 7. Platz mit Bertrand Blanc
- 2005: 8. Platz mit Tony Sbalbi
- 2006: 5. Platz mit Alexandre Pellicier